# Günter Köhler (Entomologe)
Günter Köhler (* 1. April 1950 in Gelenau/Erzgeb.) ist ein deutscher Entomologe und Ökologe.

## Leben
Köhler ist das einzige Kind von Gerhard und Hildegard Köhler. 1968 legte er sein Abitur ab und erhielt den Facharbeiterbrief als Betriebsschlosser. Im selben Jahr schrieb er sich für ein Biologie-Studium an der Friedrich-Schiller-Universität Jena ein, wo er Kontakte mit Hans Joachim Müller (Spezielle Zoologie, Ökologie), Georg Uschmann (Biologiegeschichte), Manfred Gersch (Allgemeine Zoologie, Endokrinologie) und dem Kurator des Phyletischen Museums, Dietrich von Knorre, knüpfte. 1970 wechselte Köhler an die Universität Rostock, wo er Meeres- und Fischereibiologie studierte. Seine Diplomarbeit Untersuchungen zur Zooplankton-Biomasseverteilung in mittelatlantischen Gewässern im Zeitraum von 1970 bis 1971 auf der Grundlage von Probenmaterial von DDR-Forschungsschiffen legte er 1972 vor. 1973 wurde er unter der Leitung des Phytopathologen Gerd Fröhlich (1929–2010) wissenschaftlicher Assistent am Institut für Tropische Landwirtschaft der Universität Leipzig. Von 1973 bis August 1975 führte er am Institut für Tropische Landwirtschaft in Santiago de las Vegas bei Havanna Forschungsarbeiten über Schildläuse in Kaffee- und Zitruskulturen (Populationsdynamik, Entwicklung und Reproduktion, Parasiten) in pflanzenbaulich unterschiedlichen Kaffeekulturen Kubas durch, die später auch die Grundlage seiner Dissertation bildeten. 1976 heiratete er Thea-Marita Steckel, die im Jahr 2004 starb. Aus dieser Ehe ging eine Tochter hervor. Im September desselben Jahres erhielt er eine Assistentenstelle im Institut für Ökologie der Friedrich-Schiller Universität Jena. 1977 fertigte er unter der Leitung von Bernd Ueberschär die philosophische Belegarbeit zur Dissertation Die Systemtheorie der biologischen Evolution (nach RIEDL 1975) und ihr philosophischer Inhalt an. 1979 verteidigte er an der Karl-Marx-Universität Leipzig seine Dissertation Zur Morphologie, Biologie und Ökologie der Grünen Kaffeeschildlaus, Coccus viridis (Green), in Kaffeeanlagen der Republik Kuba, einschließlich einiger Bemerkungen zu ihrer Bekämpfung. Anschließend widmete er sich unter der Leitung von Gerhard Schäller der terrestrischen Ökologie. Neben Vorlesungen und Praktika auf dem Gebiet der Speziellen Zoologie und Ökologie absolvierte Köhler einige Exkursionen im Ausland.
Köhlers drei Hauptforschungsgebiete sind die Ökophysiologie, die Populationsbiologie und Ökofaunistik von Heuschrecken. Von 1992 bis September 1999 war Köhler Leiter der Arbeitsgruppe Populationsökologie, wo er zeitweise drei Doktoranden und fünf Diplomanden gleichzeitig betreute. Köhler hielt Vorlesungen zur Ökophysiologie der Tiere und zur Evolutionären Ökologie. Er konzipierte auch eine Vorlesung Meeresbiologie und führte jährlich meeresbiologische Praktika an der Nordsee (Sylt, Helgoland) und am Mittelmeer (Giglio) durch. Ferner war er bis 2001 Koordinator der Projektreihe Fauna der Heuschrecken des Freistaates Thüringen an der Thüringer Landesanstalt für Umwelt und Geologie. 1994 wurde er Mitglied im Fachbeirat Artenschutz an der Thüringer Landesanstalt für Umwelt und Geologie in Jena und Weimar. Im Jahr 2000 erhielt er die Lehrbefugnis (Venia legendi) für das Fachgebiet Ökologie an der Universität Jena. Von 2011 bis 2012 sowie erneut von 2014 bis 2016 hatte er Vertretungsprofessuren für die Lehrgänge Terrestrische Ökologie und Populationsökologie inne.
In Zusammenarbeit mit Sigfrid Ingrisch schrieb Köhler das Buch Die Heuschrecken Mitteleuropas: Biologie, Ökologie, Verhalten und Schutz, das 1998 im Verlag Westarp Wissenschaften erschien und zu den deutschen Standardwerken zur Biologie der Heuschrecken zählt. Seit 2014 ist er Herausgeber der Schrift Müller/Bährmann Bestimmung wirbelloser Tiere: Bildtafeln für zoologische Bestimmungsübungen und Exkursionen, das gegenwärtig (2022) in der 8. Auflage erscheint.